# 아우누스 원정
아우누스 원정(핀란드어: Aunuksen retkikunta 아우눅센 레트키쿤타[*])은 러시아 내전 와중이었던 1919년 핀란드 의용병들이 동카리알라 지역 일부를 점령하려고 시도했던 사건이다. "아우누스"는 오늘날의 러시아 올로네츠의 핀란드어 이름이다.

## 배경
1918년 2월, 핀란드 백위대 사령관 만네르헤임 대장은 동카리알라를 러시아로부터 해방시키기 전까지 칼을 칼집에 넣지 않겠다는 소위 "칼집 선언"을 한다. 러시아령 동카리알라는 역사상 한 번도 스웨덴령 핀란드나 핀란드 대공국의 일부였던 적이 없으나 핀란드 내전이 끝난 뒤 동카리알라를 핀란드에 합병시키는 것에 관한 논의가 공론화되었다.
1918년 초 페차모와 백카리알라에 대해 이루어진 합병 시도(백카리알라 원정)는 실패했는데, 카리알라 주민들의 소극적 태도에도 일부 원인이 있었다. 이후 영국군이 백카리알라를 점령한다.
1918년 여름, 핀란드 정부는 백카리알라 지역으로부터 핀란드에 합병되고 싶다는 많은 탄원을 받는다. 특히 레폴라 지역에서 그런 탄원이 열성적이어서 이 지역에서는 핀란드와의 합병 투표까지 진행되었다. 핀란드 육군은 1918년 가을 레폴라를 점거했다. 1919년 1월 소규모 의용병들이 포라얘르비로 원정을 갔지만 곧 볼셰비키군에게 격퇴되었다. 포라애르비도 1월 7일 투표를 통해 핀란드에 합병되는 것을 결정했다.
1919년 2월, 만네르헤임은 서방 연합국과 러시아 백군에게 핀란드가 충분한 물질적 정신적 지원이 있다면 상트페테르부르크의 볼셰비키들을 공격할 의사가 있음을 분명히 했다. 동시에 아우누스 지역에 대한 원정이 계획되었고 군나르 폰 헤르첸 엽병소령이 원정대장으로 임명되었다. 헤르첸 소령은 카리알라 주민들이 협조한다면 핀란드 의용병 1천 명으로 원정을 성공할 수 있을 것이라고 전망했다. 만네르헤임은 계획을 승인했지만, 실행에 옮기기 전에 영국의 승인도 받을 것을 요구했다.

## 진행

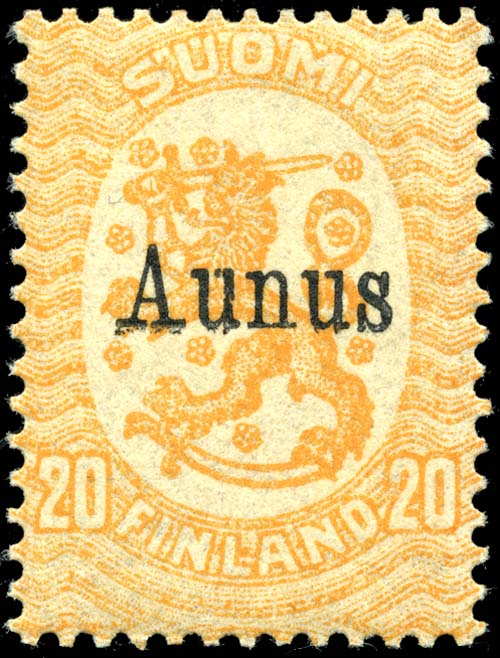
1919년 우표

1919년 4월 21일, 핀란드 원정대가 국경을 넘었다. 목표는 로데이노예폴레, 페트로자보츠크, 무르만스크 철도였다. 원정대는 3개 병력으로 나뉘었으며 총 1천 명이었다. 남부 병력은 3일만에 로데이노예폴레에 닿았지만 볼셰비키군의 저항에 밀려 툴로스 강 너머로 후퇴했다. 북부 병력은 프래새를 함락시켰다. 이 시점에서 원정 목표를 달성하기에는 병력이 너무 적다는 것이 명백해졌다. 새로이 의용병 2000명이 모집되었고 만네르헤임은 아르네 시흐보를 후발 원정대장으로 임명했다.
파보 탈벨라 소령의 병력이 6월 20일 페트로자보츠크를 공격했지만 도시 바로 코앞에서 러시아 적군 및 핀란드 적위대에게 패배했다. 무르만스크 철도를 따라 움직이던 영국군이 근처에 있었지만 핀란드군을 도와주지 않았다.
핀란드군은 카리알라 주민들이 원정대에 의용병으로 합류할 것을 희망했지만 모인 의용병은 너무 적었고 그나마도 사기가 너무 낮았다.
승기는 볼셰비키 쪽으로 넘어갔다. 6월 26일 상트페테르부르크 적군 장교학교의 핀란드인 600명 이상이 라도가호를 건너 핀란드 국경 너머 비텔레에 상륙했다. 남부 병력은 극심한 피해를 입고 핀란드 본토로 후퇴할 수밖에 없었다. 탈벨라의 병력 역시 핀란드 본토로 후퇴를 강제당했다.

## 결과
이 원정으로 이루어진 결과는 라폴라와 폴라얘르비 두 곳이 핀란드에 합병되기로 한 것 뿐이었다. 이윽고 핀란드 육군 정규군이 두 마을에 진주했다. 1920년 타루트 주약으로 핀란드와 소련은 상호 국경을 확정했는데, 이때 라폴라와 폴라얘르비는 소련 쪽에 넘겨졌고 진주해 있던 핀란드군은 1921년 2월 14일 물러갔다. 라폴라 경찰서장 보비 시벤(Bobi Sivén)이 이 결정에 항의하며 권총자살했다.

## 참고 문헌
- Jouko Vahtola, Nuorukaisten sota : Suomen sotaretki Aunukseen 1919, Otava, Helsinki (1997) ISBN 951-1-14850-8.